# Ardour
Ardour è un programma per il montaggio di audio digitale open source la cui funzionalità principale è la registrazione multitraccia in tempo reale.
Attualmente è installabile su Linux, Solaris, macOS e Windows.
L'autore e principale sviluppatore è Paul Davis, autore anche del software JACK Audio Connection Kit. Ardour è distribuito sotto la licenza GNU General Public License.

## Caratteristiche
La seguente lista è solo una panoramica delle caratteristiche di Ardour e include solo le essenziali. La spiegazione di tutte le sue caratteristiche non è lo scopo di quest'articolo.
I sorgenti dell'applicativo sono scaricabili gratuitamente, mentre le versioni compilate prevedono il pagamento che, a seconda dell'entità, riserva più o meno benefici.

### Registrazione
Le capacità di registrazione di Ardour sono limitate solo dall'hardware su cui è installato. Non ci sono limitazioni software, più la capacità dell'hardware è alta, più Ardour sarà in grado di registrare. Se l'hardware non è dei più potenti Ardour riconosce automaticamente le zone in cui viene risentita la latenza e corregge automaticamente gli errori posizionando la registrazione dove avrebbe dovuto essere senza latenza.

### Mixaggio
Ardour rende disponibili infinite tracce e bus, ovviamente anche in questo caso il limite è dato solo dall'hardware in uso. I parametri di gain, pan e plugin possono essere completamente automatizzati. I dati campione sono mixati e mantenuti interamente in 32 bit per la massima fedeltà della definizione sonora.

### Editing
Ardour supporta il drag, il trim, lo split e il timestretching alle zone registrate con risoluzione sample-level. Un crossfade editor versatile e una beat machine sono inclusi in Ardour. Con Ardour è possibile effettuare infiniti "undo/redo", e ha anche la caratteristica "snapshot", per salvare lo stato corrente del progetto.

### Mastering
Ardour può essere usato come ambiente di masterizzazione e finalizzazione. La sua integrazione con JACK rende possibile l'utilizzo di strumenti di mastering come JAMin per il processo dei dati audio. Ardour può anche esportare in formato TOC e CUE, che permettono la creazione di CD audio.

### Midi
Ardour supporta frequenze di campionamento digitale differenti legate alla misura della capacità dell'hardware, agli input ed output e al numero differente di formati di file. MMC (MIDI Machine Control) e le superfici dei controlli MIDI generici possono essere usati per controllare e mixare anche manualmente, o automaticamente.

## Compatibilità
Siccome Ardour è un'applicazione open source, chiunque può leggere e modificare il codice sorgente del programma. Questo permise il primo port di Ardour su Mac OS X.
Ardour è stato testato e lavora correttamente su Linux, sulle architetture X86-64, X86 e PowerPC, su Sun Solaris e macOS (Intel e PowerPC). Si avvantaggia del multiprocessore e multicore SMP e delle caratteristiche real time di questi sistemi operativi.